# Lettische Badmintonmeisterschaft 2012
Die Lettische Badmintonmeisterschaft 2012 fand vom 4. bis zum 5. Februar 2012 in Līgatne statt.

## Austragungsort
- Līgatnes novada Sporta centrs

## Medaillengewinner
| Disziplin    | Gold                                   | Silber                         | Bronze                         |
| ------------ | -------------------------------------- | ------------------------------ | ------------------------------ |
| Herreneinzel | Guntis Lavrinovičs                     | Ivo Keišs                      | Uģis Briedis                   |
| Dameneinzel  | Monika Radovska                        | Jekaterina Romanova            | Ieva Eglīte                    |
| Herrendoppel | Artūrs Akmens Guntis Lavrinovičs       | Aivars Tērauds Jānis Valeinis  | Imants Garoza Kaspars Zaķis    |
| Damendoppel  | Ieva Eglīte Jekaterina Romanova        | Inese Preinberga Anita Švalbe  | Nadīna Naruseviča Anna Pumpure |
| Mixed        | Guntis Lavrinovičs Jekaterina Romanova | Jānis Valeinis Monika Radovska | Ivo Keišs Anita Švalbe         |